# Djanko

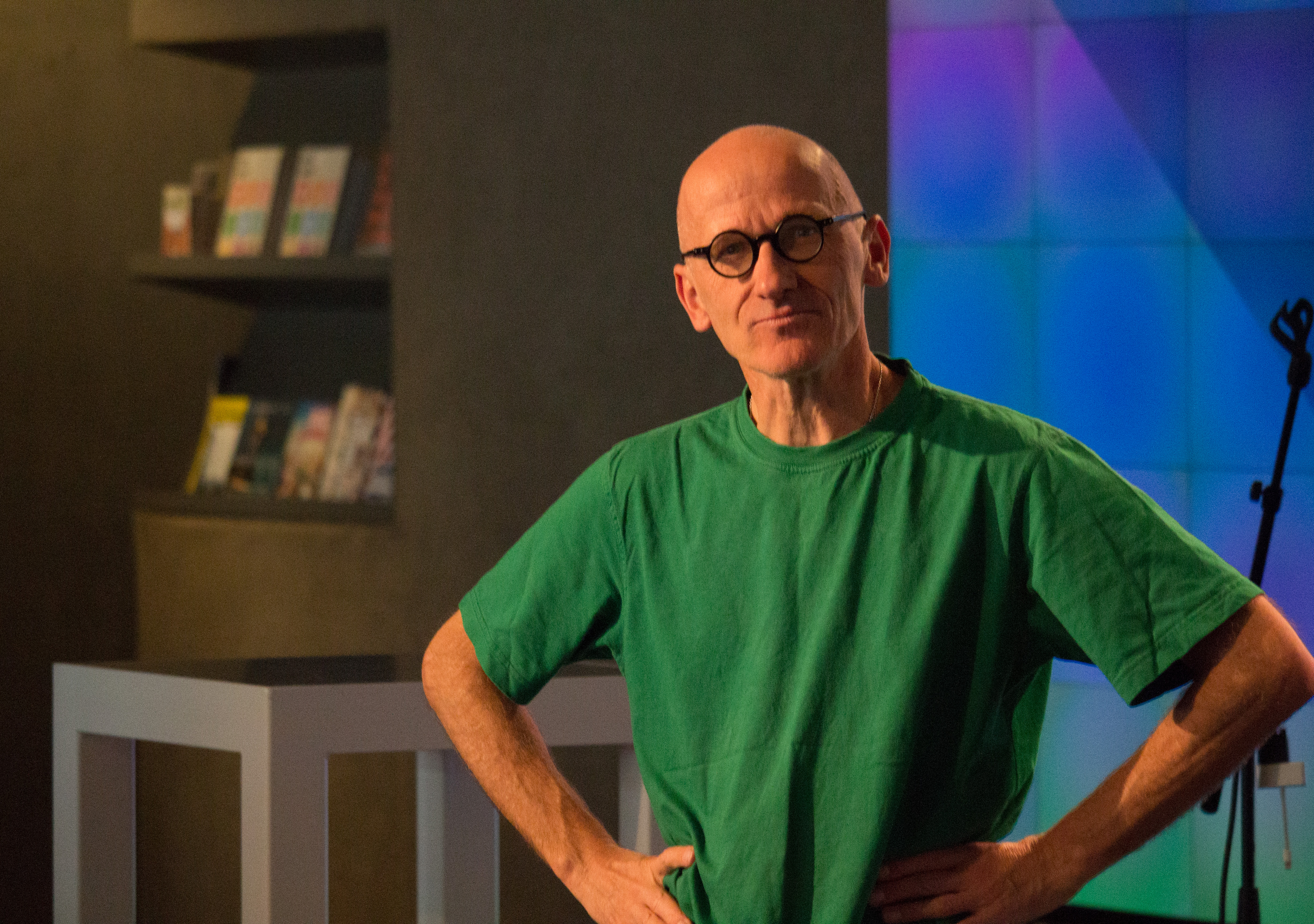
Djanko bij CrossComix 2016

Djanko (pseudoniem van Herman Jan Couwenberg) is een Nederlands cartoonist en striptekenaar.

## Biografie
Herman Jan Couwenberg studeerde midden jaren 1980 af als jurist. In 1988 startte hij als cartoonist onder de naam Djanko bij het Vrije Volk. Later werkte hij ook voor het Rotterdams Dagblad en het Algemeen Dagblad. In 2005 en in 2018 won hij de Junior Inktspotprijs. Hij werkt voor dagbladen, tijdschriften en schrijft ook scenario's voor films en strips.

## Publicaties
Djanko publiceerde onder andere in het Vrije Volk, het Rotterdams Dagblad, het Algemeen Dagblad, de VPRO Gids en de FNV-bladen. Zijn cartoons zijn in twee boeken gebundeld: 
- Hoera ik werk (1996)
- Zinloos Geluk (2005).[1]